# Cerithiidae
Cerithiidae J. Fleming, 1822 è una famiglia di molluschi gasteropodi della sottoclasse Caenogastropoda.

## Descrizione
i Ceritidi sono una grande famiglia di Caenogasteropodi marini che attualmente comprende circa 300 specie esistenti.
I principali caratteri della famiglia sono:
- conchiglia allungata, spessa e solida, nettamente conica con una guglia alta e molte volte e piccola apertura;
- scultura variabile, solitamente a spirale o nodulosa, e con nervature assiali o varici;
- ombelico generalmente assente;
- periostraco poco sviluppato;
- canale sifonale anteriore distinto che può essere tirato fuori, capovolto e spesso ruotato lateralmente;
- labbro esterno alquanto espanso, solitamente dentellato posteriormente;
- labbro interno liscio o attorcigliato;
- opercolo ovato, corneo, con poche spire a spirale e nucleo eccentrico;
- testa con un grande muso e lunghi tentacoli cilindrici che portano gli occhi sui rigonfiamenti delle loro basi estern;
- piede largo e corto, angolare anteriormente.

I Ceritidi sono distribuiti in tutto il mondo, principalmente in habitat da tropicale a temperato caldo, acque poco profonde e fondali sabbiosi o fangosi di ambienti marini o estuari, sebbene piccole specie possano abbondare sotto le rocce o sulla vegetazione marina. Erbivori gregari, pascolano su piccole alghe, batteri e detriti organici. Le specie sono spesso specializzate in diverse dimensioni di particelle di cibo e possono essere localmente estremamente abbondanti, dove l'habitat è favorevole.
I sessi sono separati con fecondazione interna. Lo sperma viene trasferito durante l'accoppiamento in spermatofori che si disintegrano all'ingresso della cavità del mantello della femmina. Uova rilasciate sul substrato in masse gelatinose, schiuse come larve planctoniche o direttamente come novellame strisciante, a seconda della specie. Poiché i ceriti sono spesso abbondanti e facilmente accessibili nelle zone costiere, vengono comunemente raccolti localmente, sia per il cibo che per le conchiglie. Le specie che vivono nelle mangrovie compaiono spesso nei mercati locali mescolate con Potamididae.

## Tassonomia

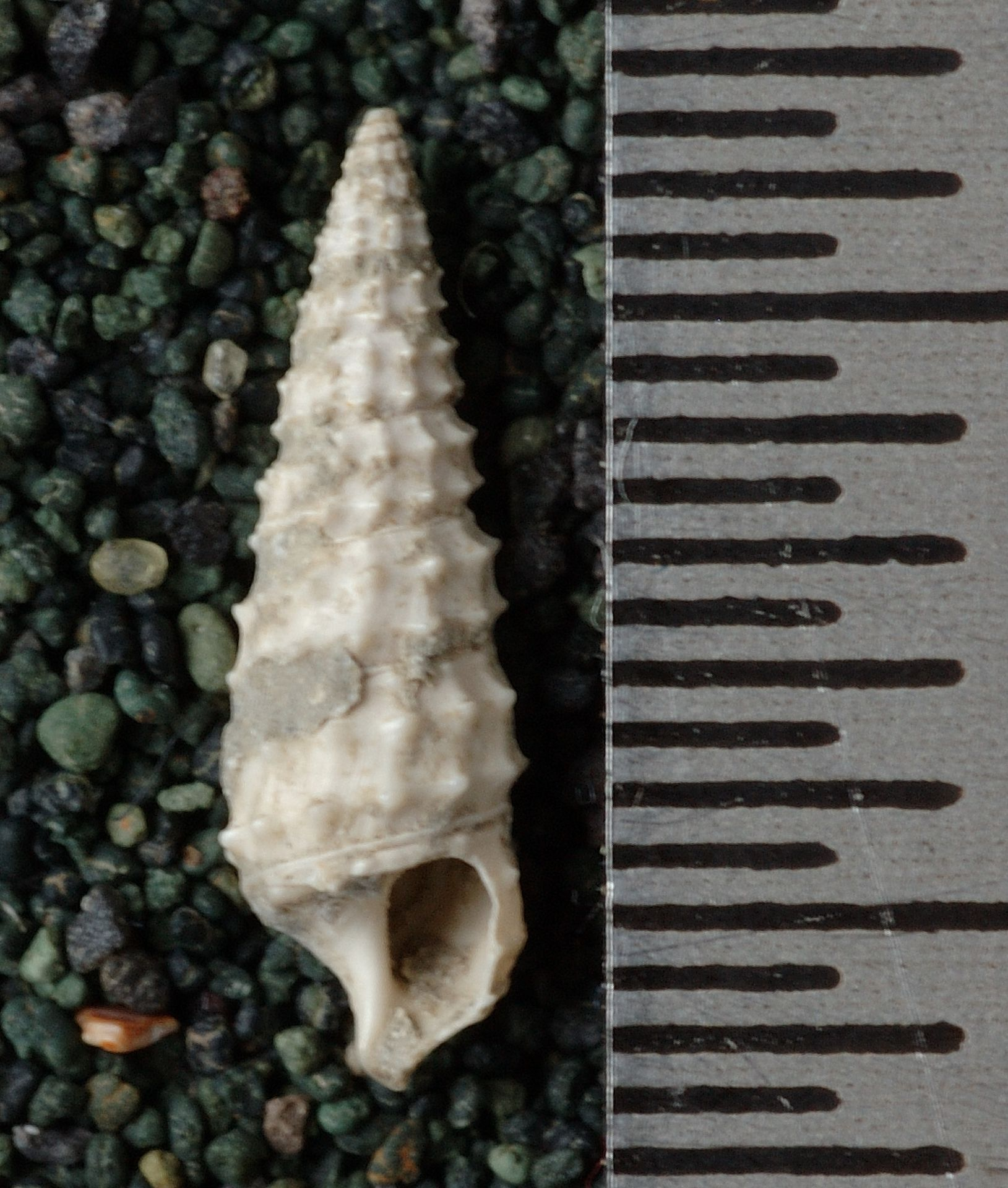
Argyropeza divina

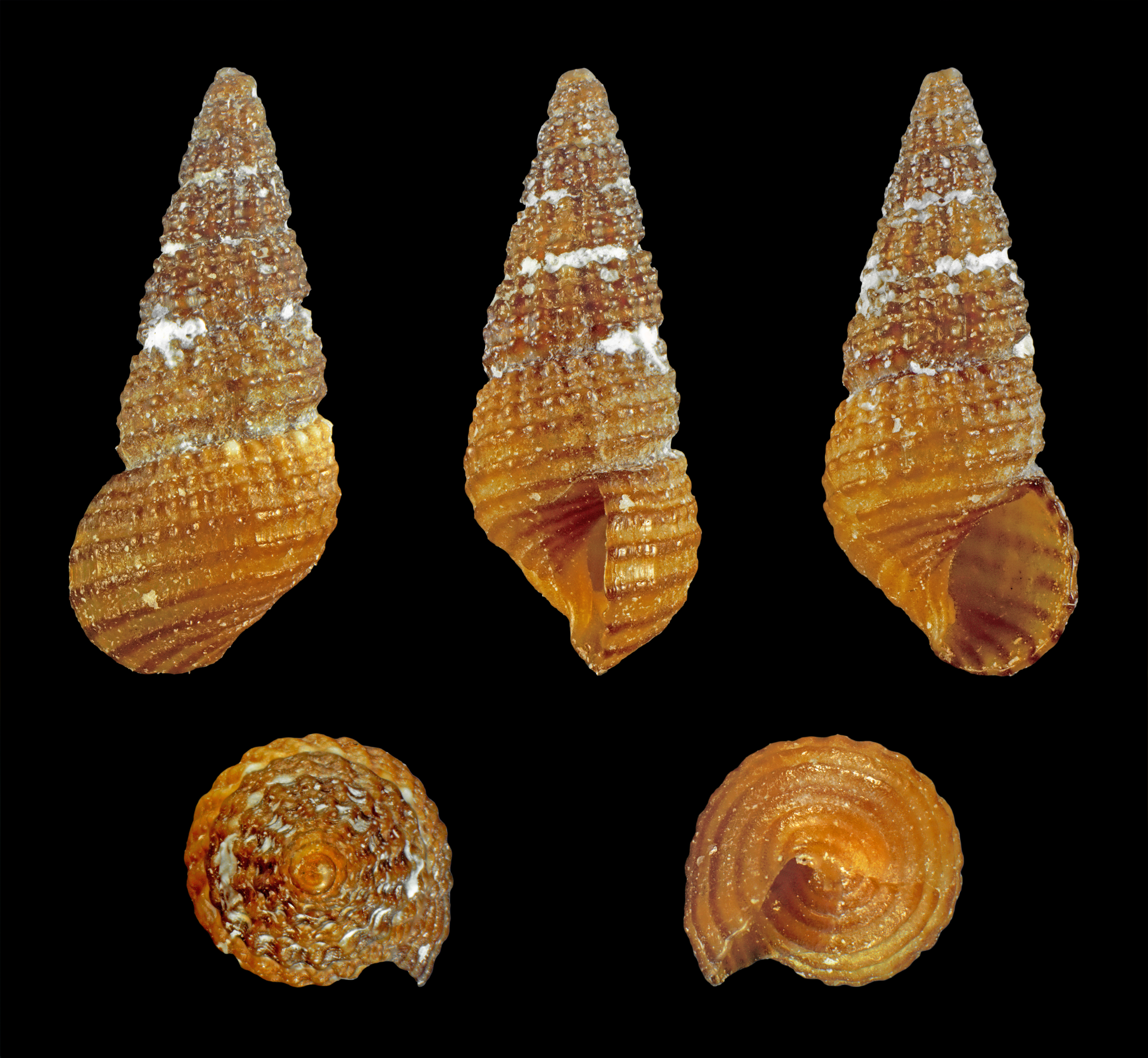
Bittium reticulatum

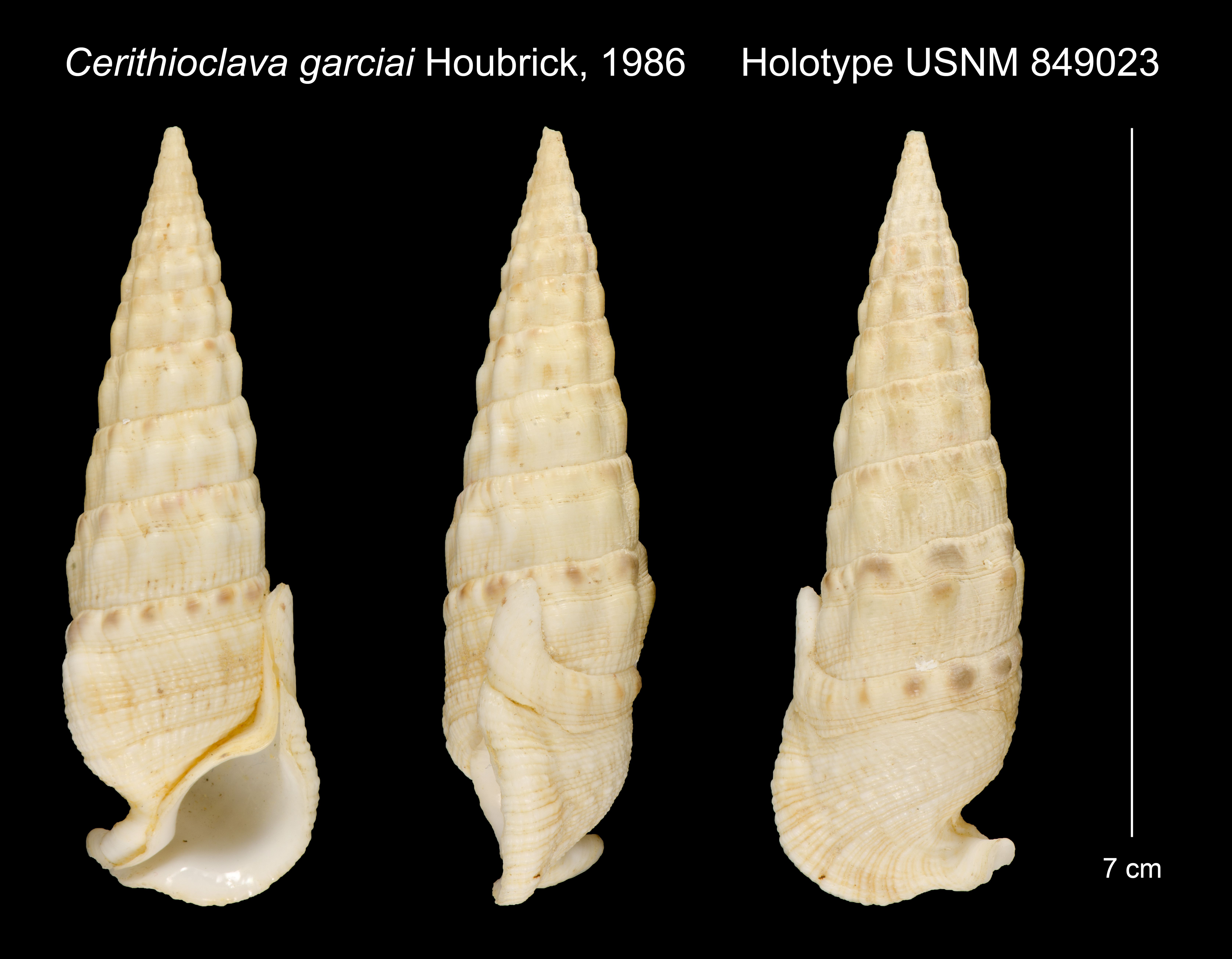
Cerithioclava garciai

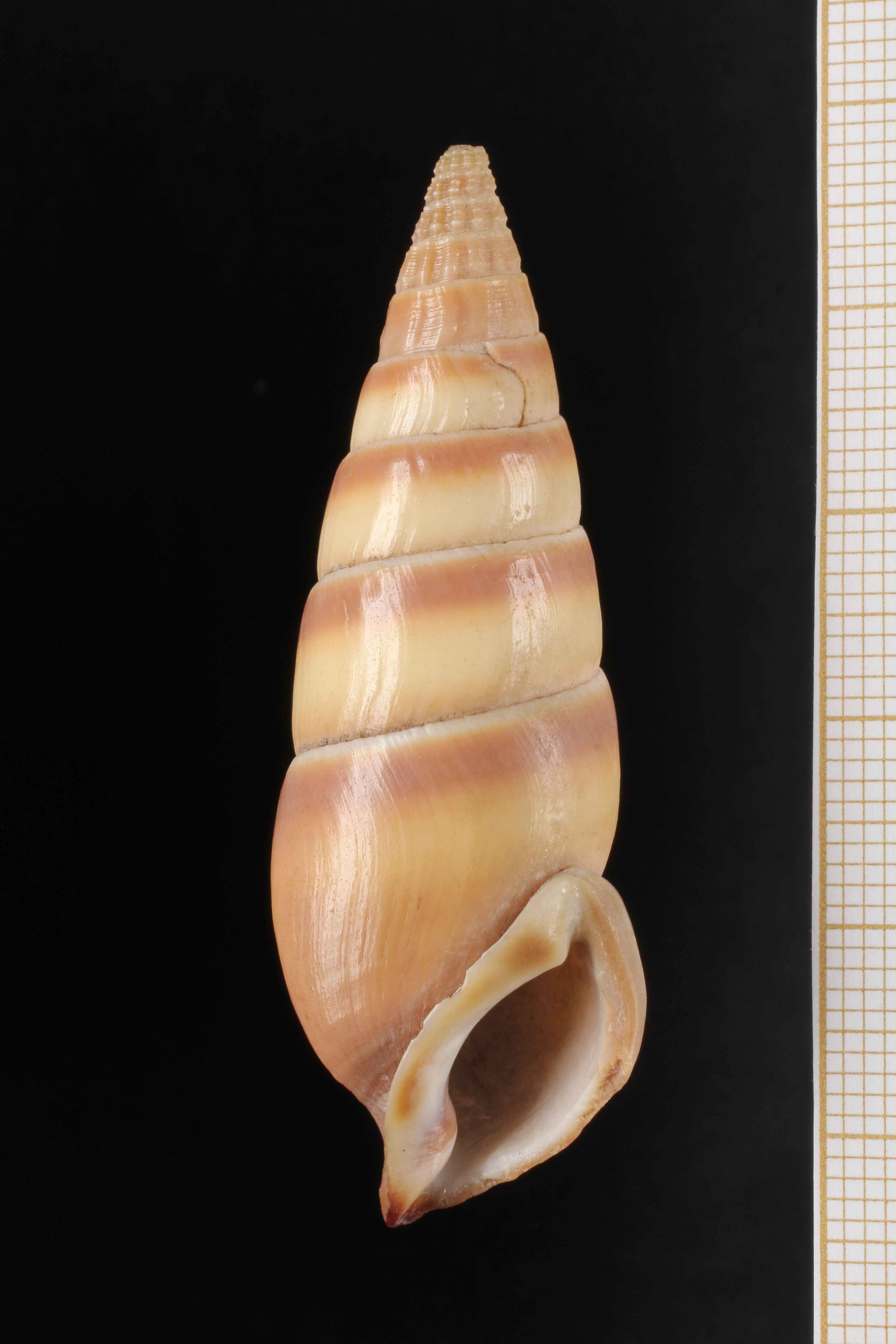
Clavocerithium taeniatum

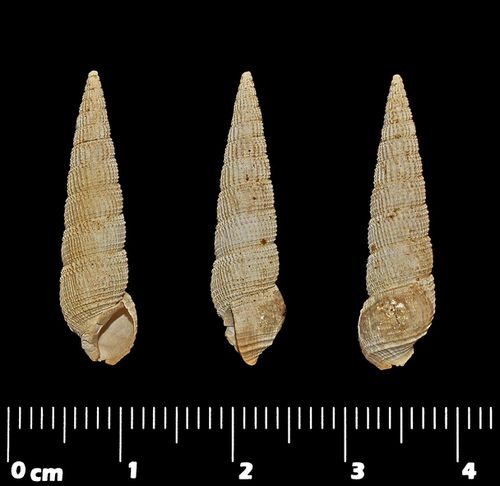
Fastigiella gibbosula

Cerithiidae è una famiglia monofiletica, 
suddivisa in due sottofamiglie, 29 generi ed un totale di circa 300 specie:
- Sottofamiglia Bittiinae Cossmann, 1906
  - Genere Alabina Dall, 1902
  - Genere Argyropeza  Melvill & Standen, 1901
  - Genere Bittiolum Cossmann, 1906
  - Genere Bittium Gray, 1847 
  - Genere Cacozeliana  Strand, 1928
  - Genere Cassiella Gofas, 1987
  - Genere Cerithidium Monterosato, 1884
  - Genere Ittibittium Houbrick, 1993 
  - Genere Limatium E. E. Strong & Bouchet, 2018
  - Genere Lirobittium Bartsch, 1911
  - Genere Neostylidium Doweld, 2013
  - Genere Pictorium E. E. Strong & Bouchet, 2013
  - Genere † Semibittium  Cossmann, 1896
  - Genere Varicopeza Gründel, 1976
  - Genere Zebittium Finlay, 1926
- Sottofamiglia Cerithiinae J. Fleming, 1822
  - Genere Cerithioclava Olsson & Harbison, 1953
  - Genere Cerithium Bruguière, 1789
  - Genere Clavocerithium Cossmann, 1920
  - Genere Clypeomorus Jousseaume, 1888
  - Genere Colina H. Adams & A. Adams, 1854
  - Genere Fastigiella Reeve, 1848
  - Genere Gourmya P. Fischer, 1884
  - Genere Liocerithium Tryon, 1887
  - Genere † Orthochetus Cossmann, 1899
  - Genere † Peraubium Dominici & Kowalke, 2014
  - Genere Pseudovertagus Vignal, 1904
  - Genere † Ptychocerithium Sacco, 1895
  - Genere Rhinoclavis Swainson, 1840
  - Genere Royella Iredale, 1912

Della famiglia fanno parte anche alcuni generi, per lo più fossili, non assegnati ad alcuna superfamiglia:
- Genere † Ageria Abbass, 1973
- Genere † Bezanconia P. Fischer, 1884
- Genere † Cerithidella Stache, 1889
- Genere Glyptozaria Iredale, 1924
- Genere † Jetwoodsia Ludbrook, 1971
- Genere †Megistocerithium Kase, 2015
- Genere † Mesostomella Stache, 1889
- Genere † Taxonia Finlay, 1926
- Genere †Texmelanatria Palmer, 1942
- Genere † Zefallacia Finlay, 1926